# Kappendecke

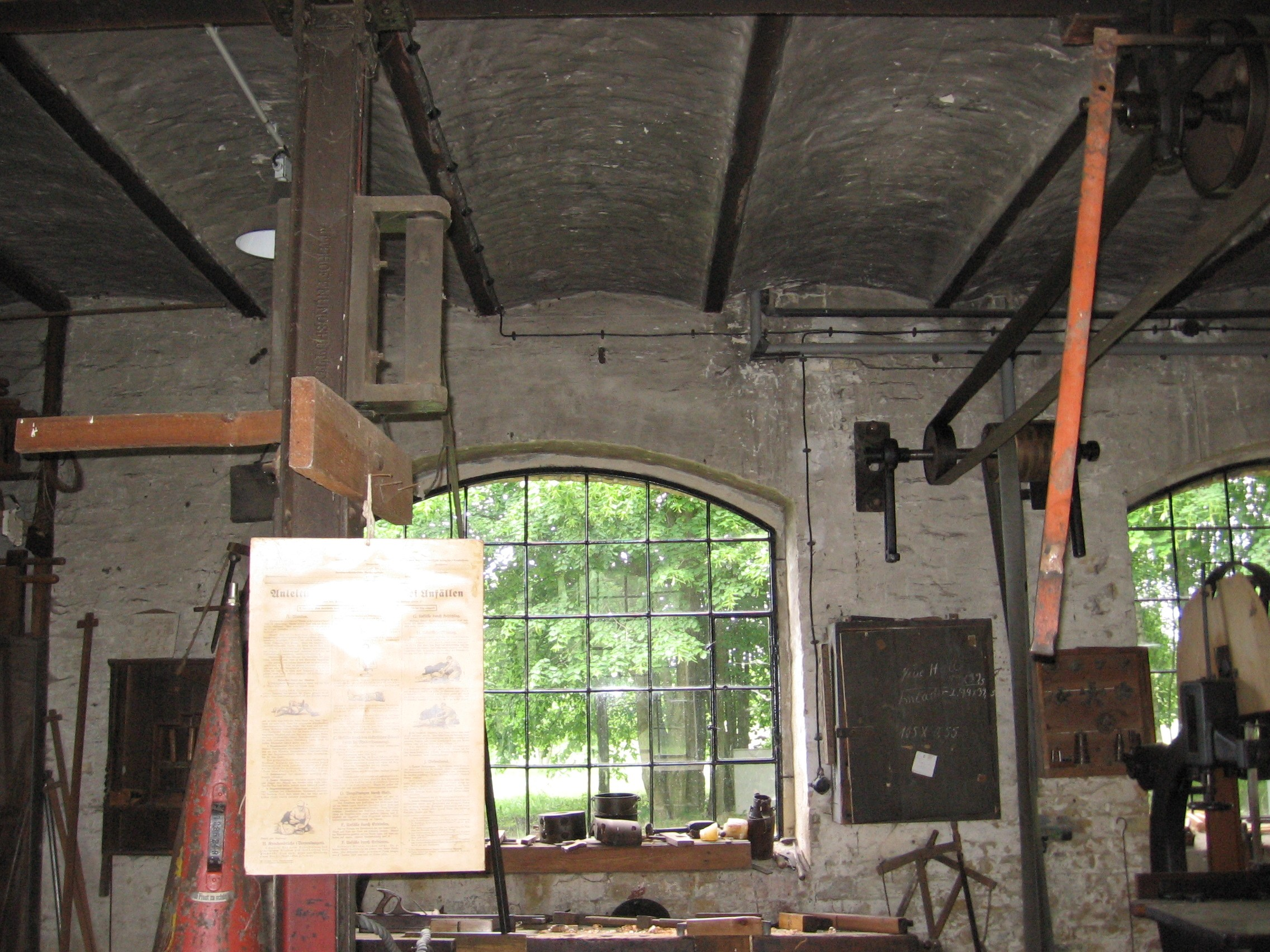
Kappendecke in historischer Werkstatt von 1890

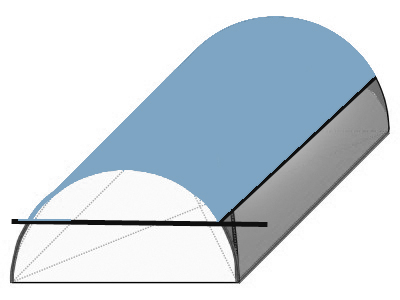
Segmentbogentonne

Eine Kappendecke (auch Preußische Kappendecke, kurz Preußische Kappe, Berliner Decke oder Berliner Gewölbe, in Bayern auch Schienengewölbe, in Österreich Platzldecke oder kurz Platzl genannt) ist eine Deckenkonstruktion, die aus aneinandergereihten flachen Segmenttonnengewölben besteht.
Zwei parallele Doppel-T-Träger aus Stahl bilden die Widerlager. Gelegentlich wurden auch ausgemusterte Eisenbahnschienen verwendet. Dazwischen liegen die „Kappen“, flache Segmenttonnen. Die Stichhöhe beträgt üblicherweise weniger als 15 % der Breite. Die Gewölbe bestehen aus Ziegelsteinen oder Beton.

## Verwendung

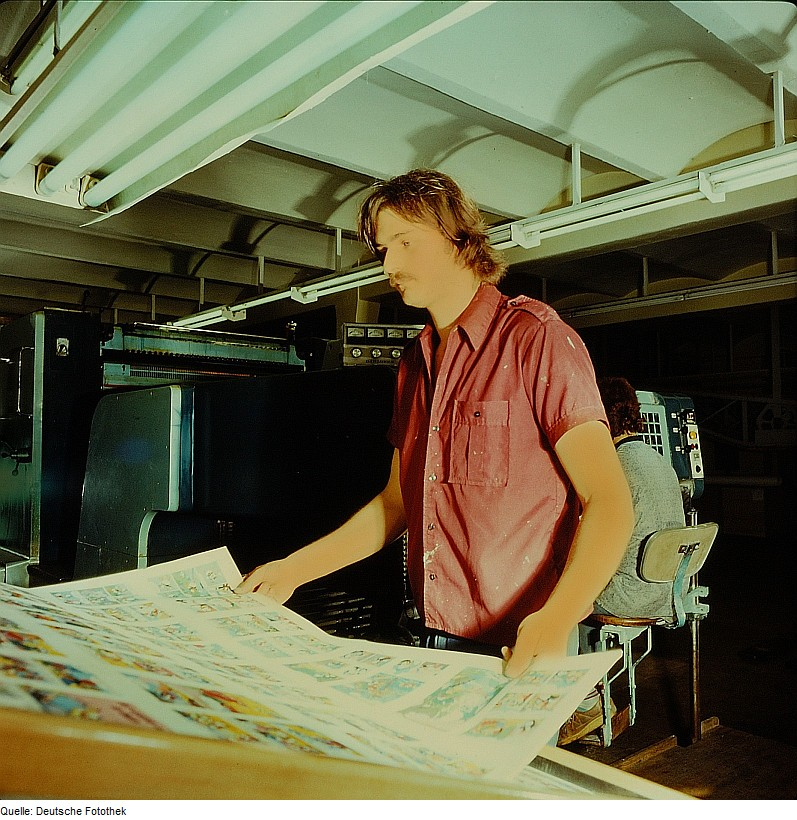
Druckerei in der DDR mit Kappendecke (1983)

Preußische Kappen wurden seit und vor allem im 19. Jahrhundert und frühen 20. Jahrhundert als statisches System für Geschossdecken in Wohngebäuden, Keller- und Stallgebäuden und in Industriegebäuden verwendet. Kappendecken wurden besonders in gewerblichen und landwirtschaftlichen Bauten, Fabriketagen, Werkhallen, aber auch als Kellerdecken in Wohngebäuden eingesetzt.
Kappendecken neigen deutlich weniger zu Schwingungen als Holzbalkendecken. Durch das hohe Eigengewicht weisen sie zudem eine gute Trittschalldämmung auf und die luftdichte Bauweise verhindert die Übertragung von Luftschall.
Während die mineralischen Baustoffe (Ziegel und Mörtel) der Kappengewölbe unempfindlich gegenüber Feuchtigkeit und Hitze sind, müssen die offenliegenden Unterflansche der Träger hinreichend dick verputzt werden, um höheren Anforderungen an die Feuerfestigkeit zu genügen. Oft wurde der untere Flansch der Stahlträger vor dem Ausmauern mit Draht- oder Rabitzgewebe umwickelt, das als Putzträger diente.
Über dauerhaft feuchten (Keller-)Räumen kann die Korrosion der Stahlträger oft nur durch das Verputzen mit zementhaltigem Mörtel unterbunden werden.
In der Landwirtschaft verhinderten Kappendecken die Ausbreitung des Feuers auf die darunter befindlichen Ställe, wenn das in den Obergeschossen gelagerte Heu oder Stroh in Brand geraten war.
Kappendecken wurden seit den 1930er Jahren  von Betondecken verdrängt. In einer Übergangsform zwischen klassischen Kappendecken und heutigen Ortbeton- oder Betonfertigteildecken wurden die Zwischenräume zwischen den Stahlträgern mit speziellen Formsteinen (häufig aus Leichtbeton) ausgelegt oder mit Beton vergossen.
Aus ästhetischen Gründen werden Kappendecken rekonstruiert oder in seltenen Fällen neu ausgeführt.

## Statik
Das Stichmaß S der Wölbung soll größer oder gleich einem Zehntel bis einem Zwölftel der Länge L des Bogens sein.
{\displaystyle S\geq {\frac {1}{10}}L}

### Konstruktive Probleme
Eine statische Schwachstelle der Kappendecke bilden die Endfelder vor den Abschlusswänden. Während die Horizontalkräfte benachbarter Felder einander abstützen, dienen die Außenwände als Widerlager für den horizontalen Druck der Endfelder. Ist die Außenwand dem nicht (mehr) gewachsen, wird sie nach außen gedrückt und im äußeren Gewölbesegment bilden sich Längsrisse im Scheitel der Kappe. Vermeiden lässt sich das durch Zugstangen, welche quer zu den Trägern der Endfelder verlaufen und diese gegeneinander verspannen.
Bei manchen der inzwischen über 100 Jahre alten Kappendecken tritt starke Korrosion auf. Nach dem groben Entfernen rostiger Schichten kann der noch tragende Restquerschnitt des unteren Flansches durch Bohrungen ermittelt werden. Reicht der Querschnitt nicht aus, können die vorhandenen Träger durch zusätzliche Träger unterfangen werden. Sofern es möglich ist, den vorhandenen Träger in Längsrichtung schubfest mit dem hinzugefügten Stahlprofil zu verschweißen, kann die Deckenhöhe weitgehend erhalten werden, indem die korrodierten Untergurte durch darunter gesetzte Flachstähle verstärkt werden.